# Michał Badeni
Michał Badeni herbu Bończa (ur. 13 września 1794 w Branicach, zm. 8 sierpnia 1863 tamże) – polski szlachcic, pułkownik powstania listopadowego odznaczony Krzyżem Virtuti Militari, w latach 1855–1860 prezes Krakowskiego Towarzystwa Rolniczego. 
Był synem Stanisława Adama Badeniego, bratem Ignacego, ojcem Józefa W 1858 zaangażował Seweryna Korzelińskiego na stanowisko organizatora, administratora majątku i dyrektora w przyszłej Szkole Rolniczej w Czernichowie, a 20 czerwca 1860 uczestniczył w jej otwarciu.